# Jaclyn Albergoni
Jaclyn Albergoni es una actriz australiana conocida por haber interpretado a Georgina Watson en la serie Home and away. 

## Biografía
En el 2007 se graduó del ACT Actors Center Australia, con un grado en actuación.

## Carrera
En el 2008 apareció en un episodio de la aclamada serie australiana All Saints, donde interpretó a Lisa Reynolds.
En el 2009 se unió como personaje recurrente a la exitosa serie australiana Home and Away donde interpretó a la sargento de la policía Georgina Watson, hasta el 2012.

## Filmografía
- Series de Televisión.:

| Año         | Título        | Personaje       | Notas                  |
| ----------- | ------------- | --------------- | ---------------------- |
| 2009 - 2012 | Home and Away | Georgina Watson | 93 episodios           |
| 2008        | All Saints    | Lisa Reynolds   | episodiio "Never Tell" |

- Películas.:

| Año  | Título           | Personaje | Notas |
| ---- | ---------------- | --------- | ----- |
| 2009 | The 7th Hunt     | Jugadora  | -     |
| 2008 | The Eternity Man | Amante    | -     |

- Teatro.:

| Año | Obra   | Personaje | Teatro          | Notas |
| --- | ------ | --------- | --------------- | ----- |
| -   | Carmen | -         | Opera Australia | -     |